# Нитрозирование
Нитрозирование — реакция введения нитрозогруппы -NO в молекулы органических соединений.
Реакция нитрозирования может идти по электрофильному или радикальному механизмам, и в таком случае активными частицами выступают соответственно катион нитрозония NO+ и радикал NO•. Реакция нитрозирования протекает по атомам углерода, азота либо кислорода как при замещении нитрозогруппой атома водорода (прямое нитрозирование) или других функциональных групп органического вещества, так и по механизму присоединения нитрозогруппы по кратной связи.

## Радикальное нитрозирование
Агентами радикального нитрозирования служат оксиды азота NO, N2O3, N2O4, нитрозилхлорид NOCl, алкилнитриты, иногда N-нитрозамины.
Реакцию нитрозирования в данном случае ведут при УФ-облучении, при повышенной температуре либо в присутствии радикальных инициаторов. Реакция идёт как атака по связи C-H, C-Hal, а также как присоединение оксидов азота и нитрозилхлорида по кратным C=C связям. К данному типу реакций также можно отнести пиролиз алкил- и ацилнитритов, который идёт по механизму внутримолекулярного нитрозирования (реакция Бартона).
Применяется также окислительное нитрозирование аренов гидроксиламином в присутствии окислителей и солей тяжёлых металлов. При этом образуются о-нитрозофенолы (реакция Баудиша):

## Электрофильное нитрозирование
Агентами электрофильного нитрозирования являются азотистая кислота, нитрозилсерная кислота, нитрозилхлорид и другие нитрозилгалогениды, оксиды азота NO, N2O3, N2O4, алкил- и ацилнитриты, соли нитрозония, 3-нитро-N-нитрозокарбазол.
В большинстве случаев электрофильное нитрозирование идёт как атака на sp3-атом углерода с подвижным атомом водорода (например, CH(NO2); на атом азота в первичных и вторичных аминах, амидах, гидразинах, гетероциклических соединениях; на атом кислорода в спиртах, фенолах, карбоновых кислотах. В случае электрофильного нитрозирования ароматических аминов направление нитрозирования зависит от степени замещения аминогруппы: третичные амины нитрозируются в п- и о-положения, а вторичные — в п-положение. При этом сначала нитрозируется атом азота, а затем происходит перегруппировка нитрозогруппы под действием кислот(перегруппировка Фишера-Хеппа):
В ряде случаев протекает заместительное нитрозирование: чаще всего наблюдается замещение карбоксильной группы в ароматических карбоновых кислотах:
В случае алифатических кислот и их солей предложен механизм нитрозирования с промежуточным O-нитрозированием:
{\displaystyle {\mathsf {CF_{3}C(O)OAg{\xrightarrow[{}]{NOCl}}[CF_{3}C(O)O{\text{-}}NO]{\xrightarrow[{-CO_{2}}]{}}CF_{3}NO}}}
{\displaystyle {\mathsf {2R_{2}CHC(O)OOH{\xrightarrow[{-2HCl}]{NOCl}}2[R_{2}CHC(O)ONO]{\xrightarrow[{-CO_{2},\ O_{2}}]{}}2R_{2}CHNO}}}
Нитрозилгалогениды, N2O4, нитрозилсерная и азотистая кислоты способны присоединяться к кратной C=C связи, что с успехом используется для синтеза замещённых C-нитропроизводных:
{\displaystyle {\mathsf {CR_{2}{\text{=}}CR_{2}+NOCl\rightarrow CR_{2}(NO){\text{-}}CR_{2}Cl}}}
Диены в этих условиях могут присоединять в 1,4-положения:
{\displaystyle {\mathsf {CH_{2}{\text{=}}CH{\text{-}}CH{\text{=}}CH_{2}+ONOSO_{3}H{\xrightarrow[{}]{}}CH_{2}(NO){\text{-}}CH{\text{=}}CH{\text{-}}CH_{2}OSO_{3}H+D}}}
Оксимы способны нитрозироваться по связи C=N:
{\displaystyle {\mathsf {CR_{2}{\text{=}}NOH{\xrightarrow[{}]{NOCl}}[CR_{2}Cl{\text{-}}N(OH)NO]{\xrightarrow[{}]{-HNO}}CR_{2}Cl{\text{-}}NO}}}

## Нитрозирование отдельных классов соединений
Нитрозирование спиртов
Спирты при нитрозировании образуют нитриты:
{\displaystyle {\mathsf {HNO_{2}+H_{2}SO_{4}\rightarrow [H_{2}NO_{2}]^{+}HSO_{4}^{-}\rightleftarrows H_{2}O+NO^{+}HSO_{4}^{-}}}}
{\displaystyle {\mathsf {ROH+NO^{+}HSO_{4}^{-}{\xrightarrow[{^{o}C}]{H_{2}SO_{4}}}[R{\text{-}}O(H){\text{-}}N{\text{=}}O]^{+}HSO_{4}^{-}\rightleftarrows R{\text{-}}ONO+H_{2}SO_{4}}}}
Нитроалканы
Нитроалканы, у которых активирована C-H связь, нитрозируются до нитрозонитроалканов:
{\displaystyle {\mathsf {R_{2}CHNO_{2}{\xrightarrow[{}]{HNO_{2}}}R_{2}C(NO)NO_{2}}}}
Алифатические и ароматические амины
Первичные амины в реакции нитрозирования через промежуточный катион диазония превращаются в спирты (реакция диазотирования):
{\displaystyle {\mathsf {RNH_{2}+[NO]^{+}X^{-}{\xrightarrow[{}]{}}[RNH_{2}{\text{-}}NO]^{+}X^{-}{\xrightarrow[{-H_{2}O}]{}}[R{\text{-}}N^{+}{\text{=}}N]X^{-}{\xrightarrow[{}]{+H_{2}O}}ROH+N_{2}+HX}}}
Вторичные амины в этих условиях образуют N-нитрозоамины:
{\displaystyle {\mathsf {R_{2}NH+NOCl{\xrightarrow[{}]{}}[R_{2}N^{+}H{\text{-}}NO]Cl^{-}\rightleftarrows R_{2}N{\text{-}}NO+HCl}}}
Третичные амины образуют продукты присоединения:
{\displaystyle {\mathsf {R_{3}N+NOCl\rightleftarrows [R_{3}N{\text{-}}NO]Cl}}}
Гидразины
При нитрозировании гидразинов образуются азиды:
{\displaystyle {\mathsf {RNHNH_{2}{\xrightarrow[{}]{HNO_{2},\ H^{+}X^{-}}}RN_{3}}}}

## Применение реакций нитрозирования
Реакции нитрозирования имеют широкое применение в препаративных синтезах, для получения красителей, лекарственных средств, мономеров в производстве каучуков.